# Jalal Almulque Ali ibne Maomé
Jalal Almulque Ali ibne Maomé ibne Amar (em árabe: جلال الملك علي بن محمد بن عمارة‎; romaniz.: Jalal al-Mulk Ali ibn Muhammad ibn Ammar) foi um governante (cádi) de Trípoli durante a Primeira Cruzada.

## Vida
Ali pertencia à casa do Banu Amar, que era mais conhecido por seus saberes do que pela guerra. A dinastia foi fundada por seu tio, Amim Adaulá Abu Talibe Haçane ibne Amar, que como cádi de Trípoli se declarou independente do Califado Fatímida em 1070. Ali chegou ao poder em Trípoli após a morte de seu tio em 1072, após uma breve luta pela sucessão com seu irmão, a quem expulsou da cidade. Foi capaz de manter sua precária independência jogando os fatímidas contra os seljúcidas. Em 1081, capturou Jabala do Império Bizantino.
Sob o reinado de Ali, a Primeira Cruzada chegou ao Levante. Após o Cerco de Antioquia, os cruzados começaram a descer para Jerusalém no início de 1099. Encontraram pouca residência enquanto marchavam, com vários governantes locais preferindo fazer as pazes e fornecendo suprimentos em vez de lutar. Ao alcançarem a cordilheira costeira da Síria, que separa o vale fértil do rio Orontes, onde fica Antioquia, e a costa, optaram por seguir marcha pela costa, ainda que Jerusalém ficasse no interior, para que pudessem usar o apoio naval fornecido pelo Império Bizantino e os cruzados que estavam em Antioquia através dos navios de Gênova, Veneza e Inglaterra. Seguir essa rota também evitaria a necessidade de confrontar Damasco, que era uma das maiores cidades muçulmanas do Oriente Médio. Quando passavam pelo fértil vale do Beca em janeiro, entre as atuais Síria e Líbano, foram atacados pela pequena guarnição do dito Forte dos Curdos (Ḥoṣn al-Akrād), cuja agressão foi respondia no dia seguinte por um ataque frontal conduzido por Raimundo IV. O avanço inimigo causou pânico na guarnição, e quando os cruzados alcançaram a fortificação, a encontraram vazia e cheia de suprimentos. Este sítio, uma década depois, seria reconstruído e tornar-se-ia a afamada Fortaleza dos Cavaleiros.
A vitória sobre a fortaleza, que era tida pelos locais como impenetrável, provocou comoção entre as lideranças muçulmanas. O emir de Homs rapidamente confirmou seu acordo com Raimundo, enviando presentes na forma de cavalos e ouro, e Ali ibne Maomé igualmente se impressionou. Apesar disso, Raimundo estava ciente de que prosseguir a marcha com a força que dispunha consigo, que não excedia 5 mil cavaleiros, poderia ser potencialmente perigoso sem o apoio dos demais nobres francos que ficaram para trás em Antioquia. Em 14 de fevereiro, quando já avizinhava Trípoli, optou por interromper seu progresso e cercar Arca. Utilizando estratagemas e ataques pontuais, assegurou o domínio dos portos de Tortosa e Margate, e a rendição de vários assentamentos interioranos, mas custou  a conseguir a capitulação de seu alvo. A guarnição recusava-se a ceder e, com o emprego de lançadores de projéteis, causou baixas nos cruzados.
Enquanto isso, Godofredo e Roberto II de Flandres juntaram-se aos cruzados restantes e começaram sua marcha em meados do mês. Em 1 de março, Boemundo acompanhou os demais até Lataquia, mas rapidamente retornou a Antioquia para consolidar seu governo contra o avanço dos bizantinos. Seguindo viagem, decidiram sitiar a cidade costeira de Jabala, que à época pertencia a Ali. No começo de abril, Pedro de Narbona os alcançou de Arca trazendo uma mensagem urgente de Raimundo pedindo ajuda. Segundo relatou, os seljúcidas reuniram um exército em Baguedade e estavam se preparando para atacá-lo. É provável que a ameaça tenha sido inventada por Raimundo para convencê-los a seguir seu curso e ajudá-lo, o que surtiu efeito. Com a chegada de novos combatentes, e o prosseguimento do cerco, os líderes muçulmanos locais, inclusive Ali, continuaram mandando subornos para evitar um ataque cruzado, o que teria criado uma espécie de rede de abastecimento muito rentável. Isso, contudo, logo ruiria quando as lideranças muçulmanas deram-se conta da extorsão a qual estavam se sujeitando.
Em 10 de abril, embaixadores bizantinos alcançaram Arca e questionaram Raimundo dos motivos pelos quais deixou Boemundo reter Antioquia, sem o consentimento do imperador bizantino Aleixo I, se isso feria os juramentos dos cruzados antes da expedição iniciar. Já fragilizado pelos acontecimentos recentes, Raimundo optou por ouvir os demais cruzados e levantar o cerco em 13 de maio, sem alcançar o objetivo de conquistar a cidade, para rumar em direção a Jerusalém, e deixou Arca sob controle de Trípoli. Conforme os cruzados se aproximavam da capital de Ali, ele tentou comprar sua imunidade. Ele ofereceu 300 cativos cristãos, compensando-os com 15 000 besantes e 15 cavalos. Os cruzados deixaram a cidade intocada em 16 de maio. Ali não viveu para ver o longo Cerco de Trípoli, sendo sucedido por seu irmão Facre Almulque ibne Amar.